# Die Together

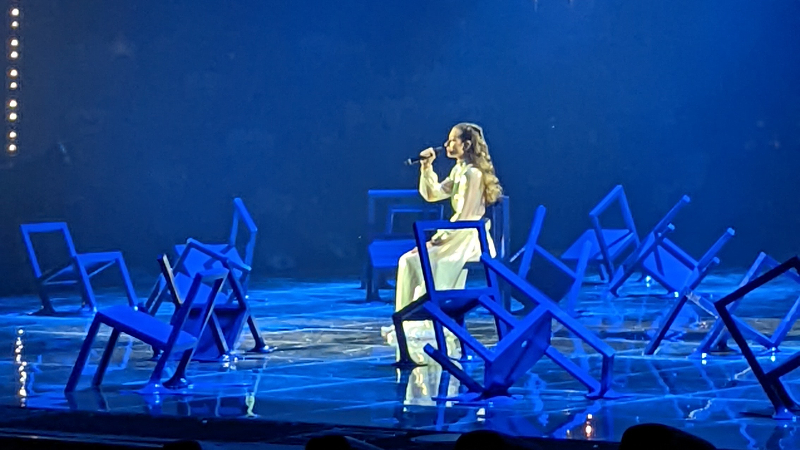
Amanda Tenfjord bei ihrem Auftritt beim ESC 2022.

Die Together (Zusammen sterben) ist ein englischsprachiger Popsong, der von der griechisch-norwegischen Sängerin Amanda Tenfjord geschrieben und interpretiert wurde. Mit dem Titel vertrat sie Griechenland beim Eurovision Song Contest 2022 in Turin.

## Hintergrund
Die Together ist ein Midtempo-Popsong mit einem ruhigen Intro. Der Song handelt von einer sterbenden Beziehung, die Protagonistin möchte diese retten und überlegt, wie es wäre, mit der geliebten Person gemeinsam zu sterben, dann würden sie „einander immer haben“. Er wurde von Tenfjord geschrieben, von Bjørn Gammelsæter produziert und von Christer-André Cederberg abgemischt. Das Lied wurde vom griechischen Fernsehen EPT in einer internen Auswahl ausgesucht und am 10. März 2022 veröffentlicht.

## Musikvideo
Das Musikvideo zeigt Amanda Tenfjord mit dem männlichen Darsteller Nicolas Melachrinidis an verschiedenen Orten wie auf einem Boot und auf einem Berg. Kostas Karydas führte die Regie.

## Beim Eurovision Song Contest
Die Together konnte sich im ersten Halbfinale am 10. Mai 2022 für das Finale qualifizieren. Im Finale am 14. Mai erreichte Griechenland mit insgesamt 214 Punkten den achten Platz.

## Chartplatzierungen
| ChartsChartplatzierungen | Höchstplatzierung | Wochen |
| ------------------------ | ----------------- | ------ |
| Griechenland (IFPI)      | 2 (10 Wo.)        | 10     |